# Тузакчи-Сунак
Тузакчи́-Суна́к (до 1920-х годов Бию́к-Тузакчи́; укр. Тузакчи-Сунак, крымскотат. Tuzaqçı Sunaq, Тузакъчы Сунакъ) — исчезнувшее село в Джанкойском районе Республики Крым, располагавшееся на севере района, в степной части Крыма, примерно в 2 км к югу от современного села Солёное Озеро.

### Динамика численности населения
- 1805 год — 110 чел.[5]
- 1864 год — 4 чел.[6]
- 1889 год — 13 чел.[7]
- 1915 год — 6/8 чел.[8][9]
- 1926 год — 22 чел.[10]

## История
Первое документальное упоминание села встречается в Камеральном Описании Крыма… 1784 года, судя по которому, в последний период Крымского ханства Бьюк Тузакчи входил в Дип Чонгарский кадылык Карасубазар ского каймаканства. После присоединения Крыма к России (8) 19 апреля 1783 года, (8) 19 февраля 1784 года, именным указом Екатерины II сенату, на территории бывшего Крымского Ханства была образована Таврическая область и деревня была приписана к Перекопскому уезду. После Павловских реформ, с 1796 по 1802 год, входила в Перекопский уезд Новороссийской губернии. По новому административному делению, после создания 8 (20) октября 1802 года Таврической губернии Биюк-Тузакчи был определён центром Биюк-Тузакчинской волости Перекопского уезда.
По Ведомости о всех селениях в Перекопском уезде состоящих с показанием в которой волости сколько числом дворов и душ… от 21 октября 1805 года в деревне Тузаньчи числилось 16 дворов, 96 крымских татар и 14 ясыров. На военно-топографической карте генерал-майора Мухина 1817 года деревня Биюк тозакши обозначена с 19 дворами. После реформы волостного деления 1829 года Тузакчи, согласно «Ведомости о казённых волостях Таврической губернии 1829 года» остался в составе Тузакчинской волости. На карте 1836 года в деревне 12 дворов. Затем, видимо, вследствие эмиграции крымских татар в Турцию, деревня заметно опустела и на карте 1842 года Биюк Тузакчи обозначен условным знаком «малая деревня», то есть, менее 5 дворов.
В 1860-х годах, после земской реформы Александра II, деревню приписали к Ишуньской волости. В «Списке населённых мест Таврической губернии по сведениям 1864 года», составленном по результатам VIII ревизии 1864 года, Тузакчи — владельческая татарская деревня с 1 двором и 4 жителями при колодцах, а на карте 1865—1876 года не обозначена вовсе. По «Памятной книге Таврической губернии 1889 года», по результатам Х ревизии 1887 года, в деревне Тузакчи числилось 2 двора и 13 жителей.
Сохранился документ о выдаче ссуды неким Жирову, Панкову, Астафорову, Безлеру, Колодиной, Парфентьевой и Касторскому под залог имения при деревне Тузакчи от 1892 года. В дальнейшем Тузакчи встречается только в Статистическом справочнике Таврической губернии 1915 года, согласно которому на хуторе Биюк-Тузак (вакуф) Богемской волости Перекопского уезда числилось 3 двора с татарским населением в количестве 6 человек приписных жителей и 8 — «посторонних», из которых 7 мужчин и 8 женщин. При хуторе числилось 75 десятин удобной земли, в хозяйстве имелось 8 лошадей.
После установления в Крыму Советской власти, по постановлению Крымревкома от 8 января 1921 года № 206 «Об изменении административных границ» была упразднена волостная система и в составе Джанкойского уезда был создан Джанкойский район. В 1922 году уезды преобразовали в округа. 11 октября 1923 года, согласно постановлению ВЦИК, в административное деление Крымской АССР были внесены изменения, в результате которых округа были ликвидированы, основной административной единицей стал Джанкойский район и село включили в его состав. Согласно Списку населённых пунктов Крымской АССР по Всесоюзной переписи 17 декабря 1926 года, в селе Тузакчи-Сунак, Таганашского сельсовета Джанкойского района, числилось 6 дворов, все крестьянские, население составляло 22 человека, все русские. На подробной карте РККА северного Крыма 1941 года селение уже не отмечено.